# 2006年岡比亞總統選舉
甘比亞於2006年9月22日舉行總統選舉，現任甘比亞總統葉海亞·賈梅以67.3%的得票率再次當選。以27%的得票率位居第二的烏塞努·達爾博拒絕接受甘比亞官方公布的選舉結果，稱選舉並不自由和公平，選民普遍受到恐嚇。